# Telmatobius vilamensis
Telmatobius vilamensis és una espècie de granota que viu a Xile i, possiblement també, a Bolívia.